# Ectasiocnemis tibialis
Ectasiocnemis tibialis is een keversoort uit de familie bloemspartelkevers (Scraptiidae). De wetenschappelijke naam van de soort is voor het eerst geldig gepubliceerd in 1906 door Schilsky.